# Cordyceps sinclairii
Córdyceps sinclaírii (лат.) (ранее — Isaria sinclairii) — вид энтомопатогенных грибов из семейства Cordycipitaceae. Продуцирует антибиотик мириоцин, на основе которого был разработан синтетический препарат финголимод для лечения рассеянного склероза.

## Экология
Относится к энтомопатогенным грибкам, развитие грибка происходит в насекомых, в частности в личинках цикад. Заражённые личинки, как правило, погибают в земле в непосредственной близости от поверхности почвы, после чего грибок образует над поверхностью почвы белые нити и распространяет белые споры.

## Применение
Грибок синтезирует производное сфинголипида мириоцин, который, как было обнаружено в 1994 году, обладает иммуносупрессивными свойствами. Позже было разработано синтетическое производное мириоцина, названное FTY720, или финголимод, обладающее повышенной иммуносупрессивной активностью и меньшей токсичностью. Финголимод стал первым пероральным лекарством для лечения рассеянного склероза, изменяющим течение заболевания.